# Luderhaus
Der Begriff Luderhaus leitet sich aus der ursprünglichen Bedeutung des Begriffes Luder ab; ein Tierkadaver, der als Lockköder für Raub- und Federwild diente. Später wurde Luder auch für Frauen verwendet, die durch Einsatz ihrer körperlichen Reize Aufmerksamkeit erregen wollen.
Mit Luderhaus wurden sehr unterschiedliche Arten von Gebäuden bezeichnet:
1. Eine Jagdhütte[1] (meist mehrstöckig) zum Jagen und Beobachten von Raub- und Federwild am Luderplatz. Ein Synonym dafür ist Luderhütte.
2. Ein Hundezwinger[2], in dem Tierkadaver (Luder) an Hunde (Jagdhunde) verfüttert wurden.
3. Das Wohn- und Arbeitsgebäude eines Abdeckers.[3] Andere Synonyme sind Luderhütte, Fallhaus, Schindhütte, Wasenmeisterhäusl oder Wasenhäusl. Die Grundstücke, auf denen die Tierreste verscharrt wurden, hießen dann zumeist Luderacker.
4. Ein Bordell.